# Triumfetta sonderi

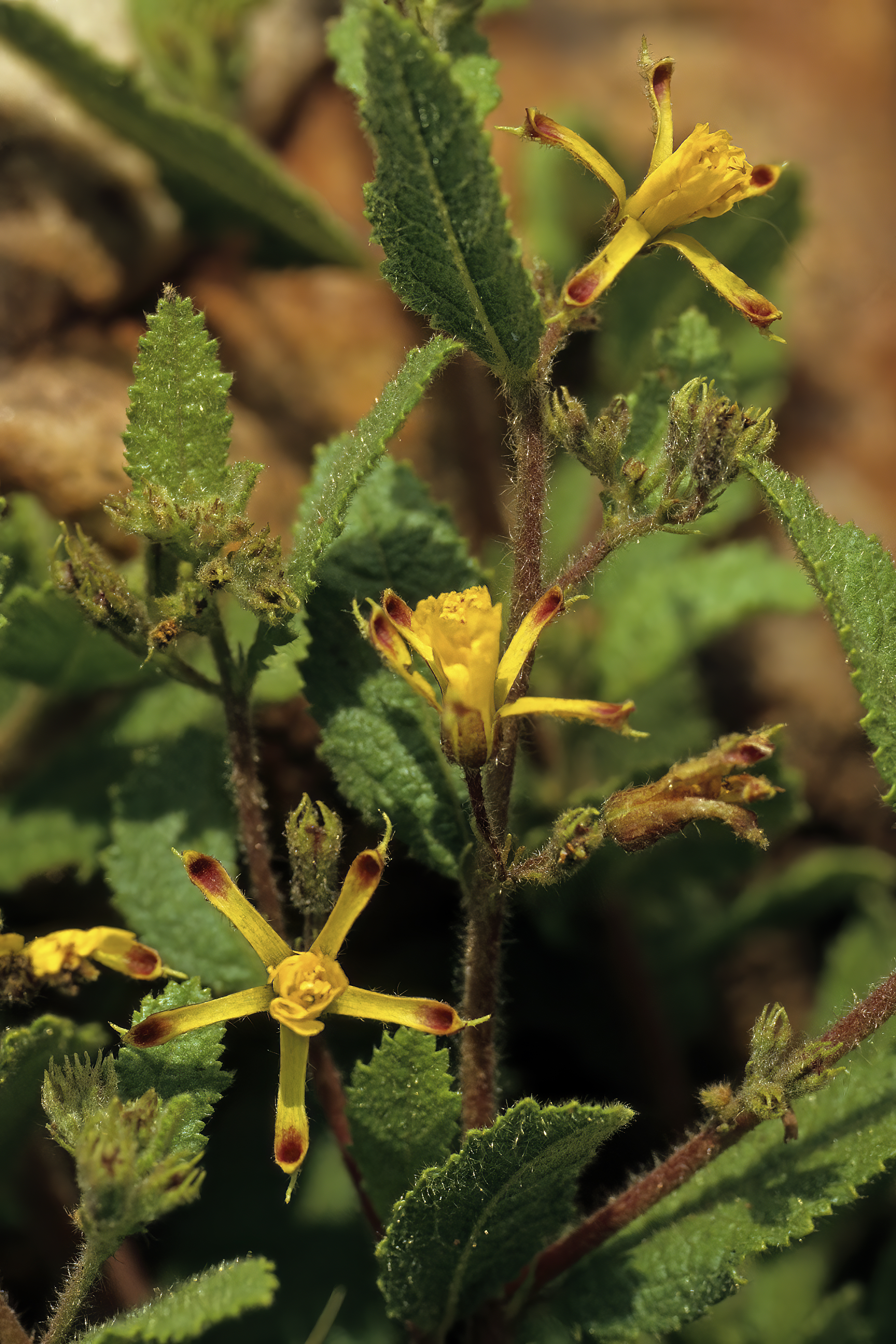

Triumfetta sonderi là một loài thực vật có hoa trong họ Cẩm quỳ. Loài này được Ficalho & Hiern miêu tả khoa học đầu tiên năm 1881.